# デランドル (小惑星)
デランドル (11763 Deslandres) は小惑星帯にある小惑星。パロマー天文台のトム・ゲーレルスとライデン天文台のファン・ハウテン夫妻が発見した。
主に太陽の分光研究に貢献したフランスの天文学者、アンリ・デランドルに因んで名付けられた。